# Galidictis grandidieri
La mangusta di Grandidier o mangusta gigante a strisce (Galidictis grandidieri Wozencraft, 1986) è un piccolo carnivoro della famiglia Eupleridae, endemico del Madagascar. 
La specie prende il nome dal naturalista Alfred Grandidier.

## Descrizione
Di peso compreso tra 500 a 600 g, ha una pelliccia marrone chiaro o grigiastro, con otto strisce scure in larghezza sul dorso e sui lati. La mangusta di Grandidier è più grande della congenere mangusta di Malagasy a larghe strisce (G. fasciata), ma le sue strisce non sono più larghe.

## Distribuzione e habitat
Vive nel sud-ovest del Madagascar, nella foresta spinosa. Il suo areale è ristretto alla regione del lago Tsimanampetsotsa.

## Biologia
Notturna e crepuscolare, la mangusta di Grandidier vive in coppie che riproducono un cucciolo in un anno, in estate.
Mangia principalmente piccoli vertebrati come roditori e lucertole, anche se è stata registrata a mangiare invertebrati.

## Conservazione
La lista rossa IUCN classifica Galidictis grandidieri come specie in pericolo di estinzione (Endangered).